# Yotam Reuveni
Yotam Reuveni (în ebraică:  יותם ראובני , numele la naștere: Jean Riven, n. 2 decembrie 1949, Iași - d. 21 noiembrie 2021, Așdod) a fost un scriitor, poet, traducător, publicist și editor israelian, originar din România. 
Influențat de Proust și de scriitorul israelian Pinhas Sadè, Yotam Reuveni a fost un reprezentant proeminent al scrierii „fluxului conștiinței” în literatura ebraică.

## Biografie
Yotam Reuveni s-a născut în 1949 la Iași sub numele Jean Riven în familia unui croitor evreu. O parte din membrii familiei, inclusiv unul din bunici, au emigrat în Israel în primii ani ai regimului comunist. Un frate al tatălui său, Haim Riven (Reuven) a căzut în Războiul de independență al Israelului.
Reuveni și-a pierdut timpuriu mama, care a murit de cancer. O parte din copilărie el a petrecut-o în comuna Bivolari, locul de origine al tatălui său, unde a învățat la școala elementară și unde, la sinagoga locală, a trecut prin ceremonia de Bar Mitzvá. Unul din profesorii săi la Bivolari a fost Leon Volovici, ulterior istoric și cercetător La Institutul Yad Vashem din Ierusalim, care preda în vremea aceea limba și literatura română, și care a remarcat dragostea de lectură și de cultură a copilului.
Reuveni a locuit și învățat apoi la București,de unde, la vârsta de 14 ani, în anul 1964 a emigrat cu tatăl și frații săi în Israel. Ei s-au stabilit la Ashdod, unde a învățat limba ebraică și a studiat la „Liceul de stat 1 ” („Mamlahti Alef”) din localitate. Mai apoi a fost înrolat în armata israeliană, servind într-o unitate Nahal (Tineretul agricol combatant). După serviciul militar a trăit circa 35 ani la Tel Aviv.
Găsindu-și vocația de povestitor și scriitor, Reuveni, care își ebraizase numele, a lucrat în acelaș timp ca redactor la ziarul „Haaretz”, iar mai târziu la ziarul „Yediot Aharonot”. În anul 2000 și-a înființat o editură, numită „Nimrod”, în care a publicat o parte din scrierile sale și traduceri din literatura și gândirea românească și universală. Pentru o foarte scurtă vreme a organizat în locuința sa din Tel Aviv un mic teatru, „Teatrul de buzunar Nimrod”, în care a pus în scenă câteva din scrierile sale.
În ultimii ani scriitorul a trăit la Ashdod. A murit de cancer în noiembrie 2021 în locuința sa din Ashdod.

## Din activitatea literară
Prima sa carte „Pentru iluzie” („Be'ad Hahazayá”) a apărut în anul 1978. Cartea cuprindea confesiuni legate de existența omului în univers, în cosmos, în noapte, abandon și pustietate, și s-a ocupat, între altele, cu experiența proprie a homosexualității, ceea ce era foarte rar în literatura israeliană de epocă.
În anul 1979 a publicat volumul de versuri „Divuah mitokh hahitrahashut” („Raport din mijlocul evenimentelor”), precum și o continuare la cartea Bead Haazaya, culegerea de povestiri „Hitpakkhut” (Deșteptare). Revoltat de cazul lui Yussef Madhat, soldat druz din armata israeliană, care, rănit fiind, a pierit, nefiind salvat la timp, în timpul unei confruntări cu palestinienii la Mormântul lui Iosif din Nablus, Reuveni a scris o baladă Balada leMadhat Yussef („Balada lui Madhat Yussef”)
Romanul Kikar Hakukiá (În Piața Cucului) se axează pe confruntarea cu trauma pogromului de la Iași.
Romanul său, „Pesher Hamaasim” (Înțelesul faptelor) își propune, între altele, să cuprindă o poveste a evreilor reîntorși sub steagul sionismului în Țara Israelului de la începutul secolului al XX-lea și până astăzi.
Romanul are șapte părți: „Eroica”, „Hipnotica”, „Acustica”, „Mistica”, „Erotica”, „Narcotica” și „Optica”.
Ideea cărții pornește de la o întâmplare  relatată de Cicero despre poetul Simonide, care a trăit în secolul I î.e.n.. Autor al unei teorii a memoriei, Simonides, a fost odată invitat să declame o poezie la petrecerea organizată de unul din oamenii bogați din Tesalia.
Poetul a recitat poezia, închinată gazdei, dar a inclus în ea și laude la adresa eroilor-zei Castor și Polux. Potentatul a reacționat cu mânie, spunând că îi va plăti poetului doar pentru jumătate din versuri, pentru rest neavând decât să-și ceară plata de la zei. La scurt timp dupa aceea, cineva l-a chemat pe Simonides în afara casei, unde i-au spus că îl așteaptă doi tineri. Dar el nu a văzut pe nimeni. În schimb, deodată tavanul sălii unde avea loc recepția a căzut cu zgomot și majoritatea oaspeților și-au găsit moartea. Cadavrele victimelor au fost strivite în așa măsură, încât ele ar fi fost cu neputință de identificat, dacă n-ar fi fost memoria fenomenală a lui Simonide, care a reținut locul în care ședea fiecare.
Asemănător cu Simonide, și povestitorul „Înțelesului faptelor” paraseste sala inainte de catastrofa, dar împreună cu personajul principal, Uri,căruia îi este hărăzit un destin aparte. 
Acțiunea se petrece într-o singură zi, 4 ianuarie 2006, ziua în care primul ministru israelian Ariel Sharon, a fost lovit de un grav accident vascular cerebral, însoțit de o comă, din care nu s-a mai sculat. Ediția digitală integrală a romanului a apărut la începutul anului 2012. 
Criticul și publicistul Adam Barukh a declarat cu acest prilej: „Cartea anului. Un eveniment memorabil în literatura ebraică.
Acțiunea cărții Hahistoria  haolamit shel ahavat gvarim (Istoria mondială a dragostei între bărbați) din anul 2001 se petrece în anul 2024, și trece în revistă dintr-o perspectivă literară și metafizică avatarurile existenței homosexualilor, inclusiv o prigoană presupusă a avea loc în anul 2013 și întoarcerea în noua Sodomă.
O altă carte cu caracter fantastic este Yemey Dagon (Zilele Dagonului), în care se povestește despre dispariția orașului Dagon într-un catastrofal potop.
și încercarea autorităților de a șterge orice amintire despre oraș chiar și în rândurile supraviețuitorilor.
Cartea autobiografică din anul 2015 „Autobiografia lui Jean Riven”, s-a bucurat de o primire elogioasă în rândurile unor critici și oameni de cultură ca prof.Dan Miron și Ruth Almog.
În anul 2019 în editura Am Oved sub îngrijirea lui Elad Zeret a apărut ultimul volum de versuri al lui Reuveni, „Bayir Hahaghirá  (În orașul emigrării)” cu referire la copilăria poetului ca emigrant din România în localitatea Ashdod.

## Premii și distincții
- 1986 - Premiul pentru creații literare
- 2015 - Premiul Michael Landau pentru poezie
- 2016 - Nominalizat (alături de alți patru scriitori) pentru Premiul Sapir, cel mai mare premiu literar din Israel

## Scrieri în proză
în ebraică:
- Beàd Hahazayá (Pentru iluzie - In Praise of Illusion)(1977)
- Hitpakkhut (Deșteptare) (1979, 2003)
- Milim (Cuvinte) (1982), roman
- Hèsed: mahol hungarí (Favoare:Dans maghiar) (1984)
- Yoman láyla', 3 volume (Jurnal de noapte) 1984, 1987,1989
- Kikar Hakukiyá (Piața Cucului) (1990)
- Yemey Dagon (Zilele din Dagon) (1992)
- Hahistoria Haolamit shel ahavat gvarim - Istoria mondială a dragostei între bărbați (2002)
- Yuval (2006)
- Pesher Hamaasim , roman în 7 volume (2005-2006)
- Misdar Ephemera (Ordinul Ephemera) (2011)
- Haomanut hi geulá:al matzavó shel Pinhas Sadè (Arta este mântuire: despre situația lui Pinhas Sadè - interviuri cu Pinhas Sade) (2011)
- Harotzeah hasahir shel haam hayehudi (Ucigașul cu simbrie al poporului evreu) (2012)
- Haotobiografia shel Jean Riven (Autobiografia lui Jean Riven) (2015)
- Ashdodim (Așdodeni) (2017)
- Yeshzman: fragmentim (2018) (Estetimp:Fragmente)
- Sihot im Pinhas Sadè (Convorbiri cu Pinhas Sadè) (2024)

```
în română:
```

- Întoarcerea (2008)

## Versuri
- Divúah mitokh Hahitrahashut (Raport din mijlocul evenimentelor) (1979)
- Shirim (Poezii) (1970-1977)
- Etzev sheneegar bahalom (Tristețe adunată în vis), versuri (1982)
- Shirim (Poezii) 1970-2012 (2013)
- Bayir Hahaghira  (În orașul emigrării) - 2019

## Traduceri
Yotam Reuveni a tradus în ebraică peste 100 de cărți, opere literare în proză și teatru, romane polițiste și literatură știintifico-fantastică, eseuri de istoria miturilor și religiilor, cărți de filozofie, mistică și antropologie, din patrimoniul culturii universale și românești, scrise de Jakob Böhme, Tereza de Avila, Emile Durkheim, Claude Lévi-Strauss, Gaston Bachelard, Paul Ricoeur, John Galsworthy, Knut Hamsun, Jerzy Kosiński, Marcel Proust, Daniel Defoe, Thomas de Quincey, Alberto Moravia, Henry Miller, Arthur C. Clarke, Graham Greene, Kurt Vonnegut, John Cheever, piese de Pierre de Marivaux, Alfred de Musset, Jean Genet, Henrik Ibsen, Maksim Gorki, Bernard Pomerance, John Osborne,Michel Tremblay, de asemenea cărți de Mircea Eliade, Nicolae Steinhardt, Mihail Sebastian, Emil Cioran, Zaharia Stancu, Benjamin Fondane, Ludovic Bruckstein, Mircea Cărtărescu, Norman Manea, Gabriela Adameșteanu, Florina Ilis, Răzvan Petrescu, a redactat o antologie despre mitologia românească etc.

## Yotam Reuveni în alte media artistice
- Interviuri cu Reuveni fac parte din filmul documentar israelian „Hadavkaim” (Îndărătnicii)
- august 2017 - albumul muzical Hashaá hakhi yafá (Momentul cel mai frumos)  produs de David Perl, cu 28 poezii de Yotam Reuveni, puse pe muzică și interpretate de 30 compozitori și cântăreți